# Хорамабад
Хорамабад (на персийски: خرم‌آباد) е град в Иран, столица на провинция Лурестан. При преброяването от 2006 г. има 328 544 жители.
Хорамабад се намира в планината Загрос. Летище Хорамабад е на 3 км южно от града.
Населението на града е предимно лури и лаки, въпреки че двете групи са тясно свързани. Въпреки че не е основна туристическа дестинация, той е доста живописен и притежава няколко атракции, като например 5 палеолитни пещерни жилища. В центъра на града е високата крепост, наречена Фалак-ол-Афлак, реликва от времето на Сасанидите, сега е популярен музей.
От икономическа гледна точка селскостопанският отрасъл е най-развит.

## История

### Хайдалу
Хайдалу е един от най-важните градове на Еламската цивилизация. Шапурхаст е построен върху руините на Хайдалу по заповед на Шапур I Сасанид. Мнозина вярват, че древният град Хайдалу е в основата на Хорамабад.

### Шапурхаст
В текстовете на историците Шапурхаст е считан за един от най-важните и развити градове на региона през този период.

### Ислямска епоха
Вероятно в края на седми век град Шапурхаст е унищожен и хората се преместват на запад от крепостта Фалак-ол-Афлак от гледна, за да имат обилно количество вода, а също и сигурност.
Хамдалах Мустафи пише: „Хорамабад е един красив град, но сега е унищожен“.

### Хазараспиди
Основателят на династия Хазараспиди е Абу Тахир ибн Мохамед, потомък на шабанкарския вожд Фадлия, който първоначално е командир на Фарс и е назначен за управител на Кохгилюе и Бойер Ахмад, но в крайна сметка получава независимост в Луристан и приема престижната титла на атабег.

### Сефевиди
По време на управлението на династията Сефевиди Хорамабад е правителствен център на провинция Луристан. В резултат на падането на Сефевидите, след подписването на Договора от Константинопол (1724 г.) с имперска Русия, османците завладяват града на 6 септември 1725 г.

### Каджар
По времето на династия Каджар градът се ограничава до съседната крепост Фалак-ол-Афлак. Тогава започва и миграцията от малките села до града. Миграцията и растящото население водят до разширяването на града и възникването на нови квартали.

### Пахлави
Община Хорамабад е сформирана през 1913 г., а първият градски съвет се състои от 7 членове през 1916 г.

## Климат
Климатът на Хорамабад съгласно класификацията на „Köppen“ е полусух. Благодарение на високата надморска височина на града и континенталните влияния климатът тук е много по-влажен, отколкото в равнинните градове като Багдад или градовете, повече защитени от планината Загрос, като Исфахан и Техеран. Лятото е изключително горещо, с много ниска влажност, но зимата е достатъчно влажна за неполивното селско стопанство.
| Хорамабад                             | Хорамабад | Хорамабад | Хорамабад | Хорамабад | Хорамабад | Хорамабад | Хорамабад | Хорамабад | Хорамабад | Хорамабад | Хорамабад | Хорамабад | Хорамабад |
| Месеци                                | яну.      | фев.      | март      | апр.      | май       | юни       | юли       | авг.      | сеп.      | окт.      | ное.      | дек.      | Годишно   |
| Абсолютни максимални температури (°C) | 24,0      | 26,0      | 31,0      | 33,0      | 41,0      | 43,0      | 47,0      | 46,0      | 43,0      | 37,0      | 30,0      | 24,0      |           |
| Средни максимални температури (°C)    | 10,9      | 13,3      | 17,5      | 22,6      | 28,9      | 36,0      | 39,5      | 39,1      | 35,0      | 27,7      | 19,7      | 13,1      | 25,3      |
| Средни температури (°C)               | 5,0       | 7,1       | 11,0      | 15,7      | 21,2      | 27,0      | 30,8      | 29,8      | 25,3      | 19,1      | 12,3      | 6,9       |           |
| Средни минимални температури (°C)     | 0,1       | 1,4       | 4,6       | 8,3       | 11,9      | 15,4      | 19,5      | 18,7      | 14,1      | 10,0      | 5,5       | 1,8       | 9,3       |
| Абсолютни минимални температури (°C)  | −14,6     | −11       | −11       | −2        | −1,8      | 7,0       | 9,2       | 8,0       | 4,6       | −1,4      | −7,8      | −8,6      |           |
| Средни месечни валежи (mm)            | 86,0      | 73,1      | 82,5      | 71,6      | 36,5      | 0,3       | 0,1       | 0,2       | 1,2       | 23,5      | 54,3      | 83,6      | 512,9     |
| ------------------------------------- | --------- | --------- | --------- | --------- | --------- | --------- | --------- | --------- | --------- | --------- | --------- | --------- | --------- |
| Източник: NOAA (1961 – 1990)          |           |           |           |           |           |           |           |           |           |           |           |           |           |

## Забележителности

### Фалак-ол-Афлак
Фалак-ол-Афлак, в древността известен като Дезбас и Шапур-Хаст, е един от най-впечатляващите замъци в Иран. Той е разположен на върха на хълм със същото име в рамките на град Хорамабад. Реката Хорамабад минава покрай източната и югозападната част на хълма, предоставяйки на крепостта естествената защита. Днес западните и северните страни на хълма граничат с кварталите на Хорамабад. Тази гигантска структура е построена по време на Сасанидската епоха (226 – 651 г.). Височината достига до 40 метра. Замъкът първоначално е построен с 12 кули, но до днес са запазени само 8.

### Тухлено минаре
Тухленото минаре е 900-годишна стара тухлена кула, намираща се до древния град Шапурхаст. Тя е построена като пътепоказател за кервани в древни времена. Минарето е с около 30 метра височина и обиколка от 17.5 метра. Във вътрешността на кулата има вита стълба от 99 стъпала.

## Побратимени градове
- Ямагата, Япония (от 2013 г.[6])
- Афионкарахисар, Турция (от 2015 г.[7])